# Полуніївка
Полуні́ївка —  село в Україні, в Оржицькій селищній громаді Лубенського району Полтавської області. Населення становить 139 осіб. До 2020 орган місцевого самоврядування — Райозерська сільська рада.

## Географія
Село Полуніївка знаходиться на берегах річки Іржавець, вище за течією на відстані 1,5 км розташоване село Райозеро, нижче за течією на відстані 2 км розташоване село Чернета. На річці зроблена загата.

## Історія
12 червня 2020 року, відповідно до розпорядження Кабінету Міністрів України № 721-р «Про визначення адміністративних центрів та затвердження територій територіальних громад Полтавської області», село увійшло до складу Оржицької селищної громади.
19 липня 2020 року, в результаті адміністративно - територіальної реформи та ліквідації  Оржицького району, село увійшло до складу новоутвореного Полтавського району.